# Granja José Antonio
La granja José Antonio es un edificio situado en el barrio de Villa del Prado de la ciudad de Valladolid, España, en sus orígenes una granja escuela.

## Descripción

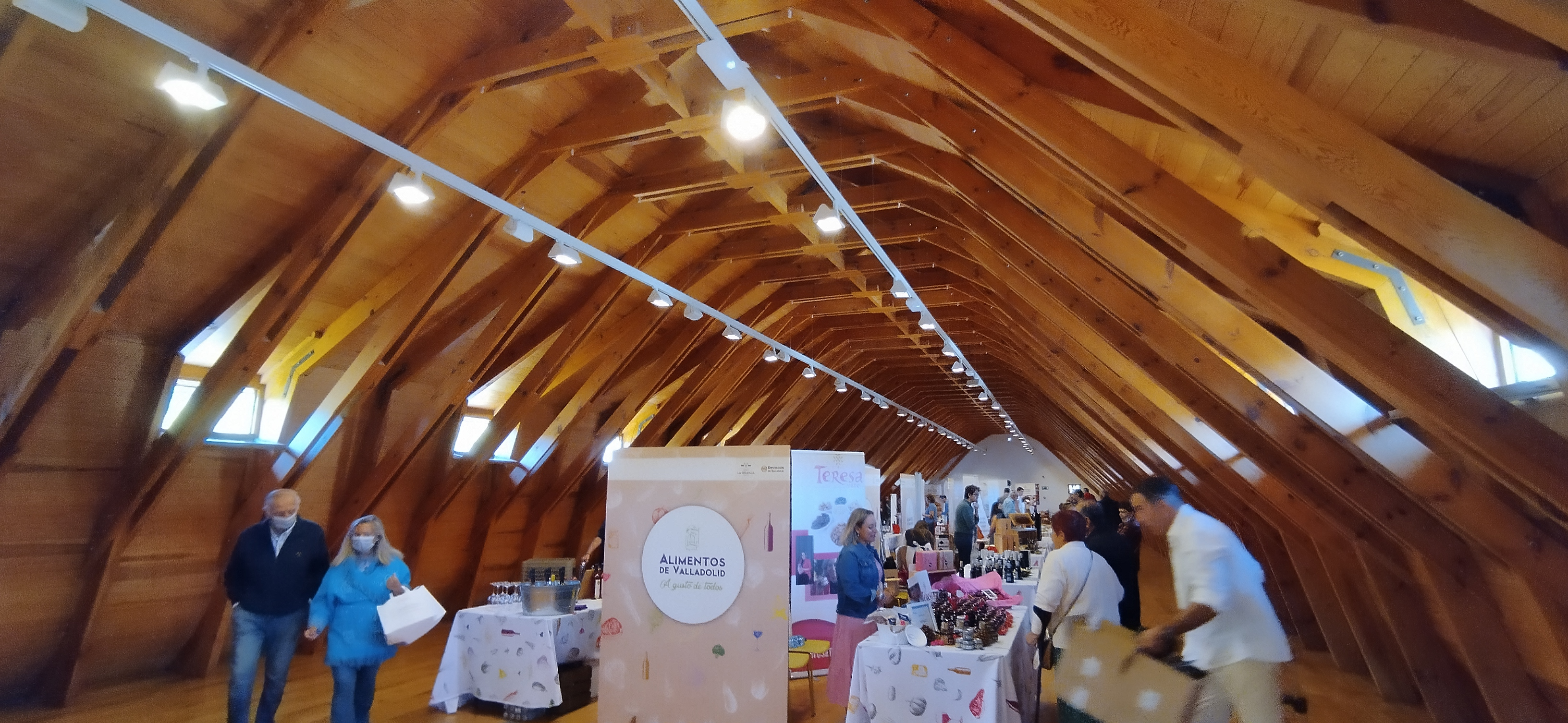
Una exposición en el interior del edificio, año 2022.

El edificio fue construido por los arquitectos Constantino Candeira Pérez y Jesús Ayuso Tejerizo junto con el ingeniero agrónomo Antonio Bermejo Zuazua entre 1946 y 1953. Fue inaugurada en 1950 por el propio Francisco Franco en persona junto con ENDASA y NICAS. Se trata de un conjunto de edificaciones destinadas inicialmente a granja escuela, realizadas en la década de 1940 por iniciativa del Instituto Nacional de Colonización con influencias regionalistas y un carácter pintoresco. Se conserva el edificio principal destinado a almacenamiento, con planta cruciforme de muros de carga de ladrillo y cubierta de madera amansardada con cobertura metálica.
El edificio fue rehabilitado a principios del siglo XXI con destino dotacional. En 2021 se licitó por la Diputación de Valladolid su transformación como centro de exposiciones y ferias de empresas del sector de la alimentación de la provincia.